# عفیفه کرم
عفیفه یوسف کَرَم (۱۸۸۳ - ۱۹۲۴) (نام کامل: عفیفه بنت یوسف بن میخائیل بن صالح بن کرم) نویسنده اجتماعی، داستان‌نویس، مترجم و روزنامه‌نگار لبنانی-آمریکایی بود. 